# Léopold Eyharts
Léopold Eyharts (* 28. April 1957 in Biarritz, Département Pyrénées-Atlantiques, Frankreich) ist ein ehemaliger französischer Raumfahrer.

## Biografie
Eyharts wuchs im Département Pyrénées-Atlantiques im Südwesten Frankreichs unweit der Grenze zu Spanien auf. Er wollte Pilot werden und trat deshalb Mitte der 1970er Jahre in die französische Luftwaffe AdlA (Armee de l’Air) ein. Ab 1977 besuchte er die Luftwaffenakademie EA (École de l’air) in Salon-de-Provence (Département Bouches-du-Rhône). Er studierte Luftfahrttechnik und schloss 1979 die Flugschule ab. Es folgte ein einjähriger Aufbaulehrgang zum Kampfpiloten in Tours (Département Indre-et-Loire).
Eyharts wurde zum Leiter des 7. Jagdgeschwaders bestellt, das auf der Luftwaffenbasis Istres im Département Bouches-du-Rhône stationiert und mit Jagdbombern des Typs Jaguar ausgerüstet ist. 1985 wurde er befördert und zum Kommandanten des Stützpunktes in Saint-Dizier (Département Haute-Marne) berufen. Nach zwei Jahren „Bürotätigkeit“ kehrte er nach Istres zurück und ließ sich an der französischen Testpilotenschule EPNER (École du Personnel Navigant d’Essais et de Réception) ausbilden. 1988 erhielt er sein Testpilotendiplom und wurde zum Flugerprobungszentrum am Militärflugplatz Brétigny-sur-Orge bei Paris versetzt. Zwei Jahre darauf stieg er zum Chef-Testpiloten auf.

## Astronautentätigkeit
Ende der 1980er Jahre bewarb sich Eyharts bei der französischen Raumfahrtbehörde CNES (Centre National d’Études Spatiales) als Raumfahrer (franz. Spationaut). Zusammen mit Philippe Perrin, Jean-Marc Gasparini und Benoit Silve wurde Eyharts im Februar 1990 mit der dritten CNES-Gruppe ausgewählt. Er kam zunächst nach Toulouse (Département Haute-Garonne), um an der Entwicklung der geplanten europäischen Raumfähre Hermes mitzuarbeiten.
Im Juli 1990 war Luftwaffen-Major Eyharts unter den sechs Kandidaten, die die CNES der damaligen sowjetischen Raumfahrtagentur Glawkosmos als mögliche Forschungskosmonauten für eine Mission zur Raumstation Mir im Jahr 1992 vorschlug. Er wurde zwar nicht berücksichtigt, nahm jedoch an zwei kurzen Ausbildungslehrgängen in Russland teil: 1991 für sechs Wochen im Sternenstädtchen bei Moskau und im Mai 1993 an einem zweiwöchigen Überlebenstraining. Außerdem wurde er Ende 1992 im Umgang mit der russischen Raumfähre Buran geschult.
Als die europäische Raumfahrtorganisation ESA im Frühjahr 1992 ihr zweites Kader selektierte, wurde Eyharts übergangen. In der Zwischenzeit setzte ihn die CNES als Testpilot für die Caravelle ein, mit der Parabelflüge durchgeführt wurden. 1994 leitete er die Testflüge für den Nachfolger der Caravelle, den Airbus A300.
Mitte Juli 1994 wurden Claudie André-Deshays und Léopold Eyharts für die französisch-russische Mission Mir-Cassiopée an Bord der Mir nominiert. Im Dezember wurde entschieden, dass André-Deshays den Flug im August 1996  mit Sojus TM-24 antreten werde und Eyharts ihr Ersatzmann sei. Das anderthalbjährige Training begann im Januar 1995. Die ersten zehn Monate bestanden hauptsächlich aus theoretischem Unterricht, die letzten acht aus praktischen Kursen.
Im Dezember 1996 wurde Oberstleutnant Eyharts der Auftrag für seinen ersten Raumflug erteilt. Die französisch-russische Kooperation hieß Mir-Pégase und war der Nachfolger von „Cassiopée“. Der Start war für den 5. August 1997 vorgesehen und hätte zusammen mit Anatoli Solowjow und Pawel Winogradow im Raumschiff Sojus TM-26 durchgeführt werden sollen. Da die Mir jedoch am 25. Juni 1997 durch eine Kollision mit einem Progress-Frachter beschädigt wurde, wurden umfangreiche Reparatur-Arbeiten notwendig, so dass Eyharts kurzfristig aus der Mannschaft genommen wurde. Seine Mission verzögerte sich um ein halbes Jahr.
Zusammen mit Talghat Mussabajew und Nikolai Budarin brach Eyharts Ende Januar 1998 mit Sojus TM-27 auf. Nach drei Wochen Forschung – so untersuchte Eyharts die Auswirkungen der Schwerelosigkeit auf ein halbes Dutzend Rippenmolchweibchen – kehrte er zur Erde zurück, während seine russischen Kollegen ein halbes Jahr an Bord der Mir-Station arbeiteten.
Im August 1998 stieß Oberst Léopold Eyharts zum frisch gegründeten europäischen Astronautenkorps. Die ESA schickte ihn zusammen mit dem Deutschen Hans Schlegel sowie den beiden Italienern Paolo Nespoli und Roberto Vittori zur Weiterbildung in die USA. Sie verstärkten die 17. Astronautengruppe der NASA und wurden am Johnson Space Center (JSC) in Houston (Texas) zwei Jahre lang zu Missionsspezialisten ausgebildet. Anschließend leitete Eyharts am JSC die Abteilung für Softwaresysteme und Informationstechnik der Internationalen Raumstation (ISS).
Eyharts erhielt zusammen mit einigen anderen Astronauten ab April 2001 eine weiterführende Ausbildung an ISS-Bauteilen. Dazu gehörte das Kennenlernen der Baugruppen bei den jeweiligen Herstellern. Zunächst blieb man in den USA. Im Dezember 2001 reisten die Astronauten für zwei Monate nach Japan, um sich mit dem Kibō-Modul vertraut zu machen. Ende August 2002 folgte eine zweiwöchige Schulung in Köln am Europäischen Astronautenzentrum der ESA.
Ab Oktober 2004 trainierte Eyharts als Ersatzmann von Thomas Reiter für den ersten Langzeitaufenthalt eines Westeuropäers an Bord der ISS. Reiter wurde mit der Shuttle-Mission STS-121 zur ISS gebracht und arbeitete dort von Juli bis Dezember 2006.
Im Jahr 2007 wurde Eyharts zum Brigadegeneral befördert.
Eyharts war nach Reiter der nächste Westeuropäer auf der Raumstation, jedoch für einen kürzeren Aufenthalt. Eyharts brach am 7. Februar 2008 mit STS-122 zur ISS auf und kehrte eineinhalb Monate später am 27. März mit STS-123 zurück.

## Privates

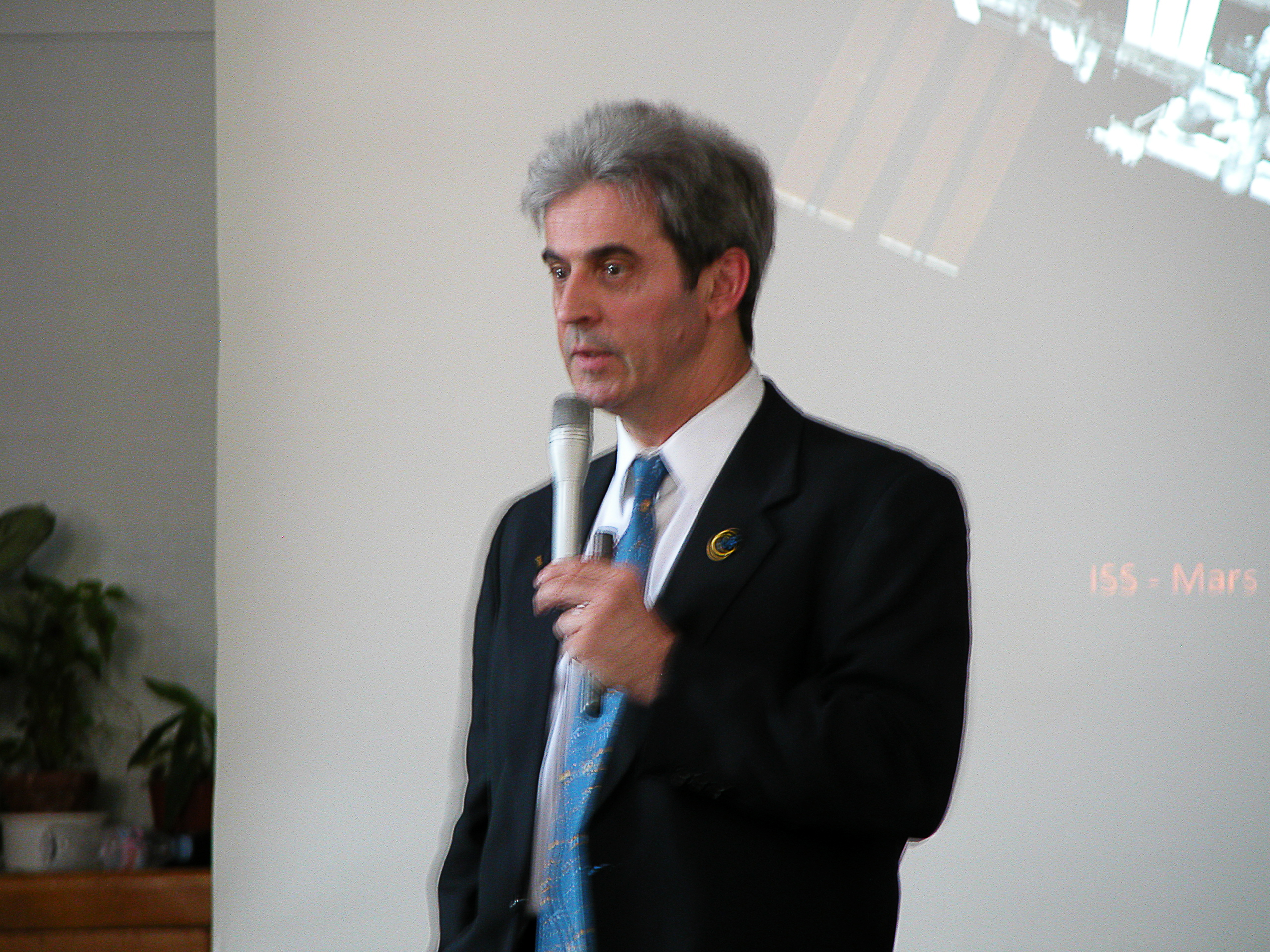
Léopold Eyharts (2009)

Eyharts ist verheiratet und hat ein Kind.